# Tangjia, Tibet
Tangjia (kinesiska: 塘加, 塘加乡) är en socken i Kina. Den ligger i den autonoma regionen Tibet, i den sydvästra delen av landet, omkring 68 kilometer nordost om regionhuvudstaden Lhasa.
Genomsnittlig årsnederbörd är 865 millimeter. Den regnigaste månaden är juli, med i genomsnitt 244 mm nederbörd, och den torraste är december, med 2 mm nederbörd.